# From Sacrifice to Survival
From Sacrifice to Survival è il terzo album in studio del gruppo musicale brutal death metal Skinless, pubblicato nel 2003 dalla Relapse Records.

## Tracce
1. The Frontline of Sanity – 4:40
2. Escalate Discord – 3:52
3. Deathwork – 3:33
4. A False Sense of Security – 1:45
5. From Sacrifice to Survival – 4:00
6. Battle Perpetual Will – 4:08
7. Miscreant – 4:56
8. Dead Conscience – 4:46
9. Don't Risk Infection – 5:56

## Formazione
- Noah Carpenter - chitarra
- Sherwood Webber - voce
- Joe Keyser - basso
- John Longstreth - batteria